# TV (Kleintransporter)
Der TV ist eine Kleintransporter-Baureihe, die Autobuzul in Bukarest ab 1958 herstellte. Bekanntheit im deutschsprachigen Raum erlangte die Modellreihe TV 41/12/14, die ab 1968 von der DDR importiert wurde. Neben Kleintransportern stellte das, zeitweise zu Ehren Tudor Vladimirescus benannte, Werk unter der Baureihenbezeichnung TV auch andere Kraftfahrzeuge wie Omnibusse und Obusse her.

## Geschichte

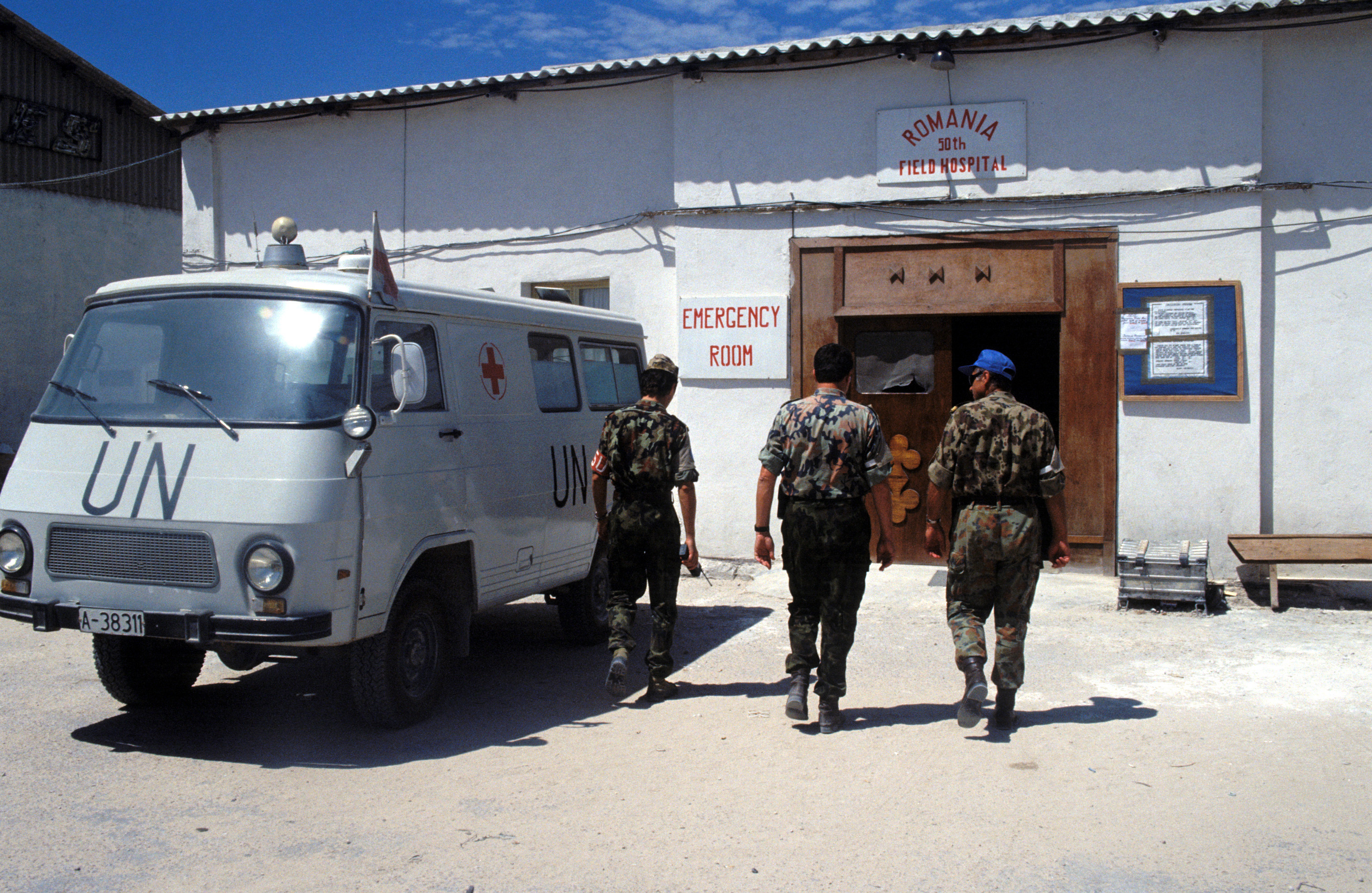
Krankenwagen TV 12 S vor dem Feldkrankenhaus der Vereinten Nationen in Mogadischu (1993)

Das in den Jahren 1951 bis 1953 errichtete Autobuzul-Werk stellte zunächst ausschließlich landwirtschaftliche Geräte und Anhänger her. 1958 begann die Produktion von Kraftfahrzeugen, darunter die TV-Kleintransporter TV 4 und TV 5. 1964 wurde der neue Typ TV 41 vorgestellt, der ab 1968 von der DDR importiert wurde. Wahlweise wurden die Fahrzeuge auch mit Allradantrieb ausgestattet, dann als TV 51 bezeichnet. Bei im Wesentlichen unveränderten Äußeren erfolgten 1973 die Weiterentwicklung zum TV 12 und wenig später eine erneute Weiterentwicklung zum TV 14. Nachfolgemodelle waren ab 1983 der TV 15 und TV 35, es folgten weitere Modelle. Im Zuge der Umbenennung des Werks in Rocar im Jahr 1993 änderte sich auch die Bezeichnung der Kleintransporter von TV in Rocar. Zum Teil wurden diese Fahrzeuge mit einem Dieselmotor von Renault ausgeliefert.

## Technik des TV 41/12/14
Der TV 41 hatte stets einen Leiterrahmen und an halbelliptischen Längsblattfedern geführte Starrachsen mit Teleskopstoßdämpfern. Weitere Merkmale waren eine Gemmer-Lenkung und Einkreis-Trommelbremsen. Der wassergekühlte Vierzylinder-Ottomotor des TV 41, der auch im ARO M 461 eingesetzt wurde, leistete 77 DIN-PS. Mit 2,5 l Hubraum und moderater Leistung entwickelte der TV bereits bei niedrigen Drehzahlen ein hohes Drehmoment. Nachteilig hingegen war der hohe Kraftstoffverbrauch, vom KTA wurden bei belastetem Fahrzeug und 53 km/h bereits 17,6 l/100 km gemessen. Das 4-Gang-Getriebe war nur im 3. und 4. Gang synchronisiert.
Der TV 12 hatte den Ottomotor des ARO M 473 und einen geänderten Aufbau. Dem Problem des hohen Kraftstoffverbrauchs wurde im TV 14 mit einem Vierzylinder-Dieselmotor begegnet, der auf eine Fiat-Lizenz zurückging. Außerdem war die Nutzlast des Modells erhöht.

## Aufbauten
Der Pritschenwagen hatte eine Pritsche aus Metall und wurde mit dem Kürzel „C“ für „Camion“ bezeichnet. Der Kastenwagen trug im Namen das Kürzel „F“ für „Furgon“ (dt. Lieferwagen). Weiterhin gab es einen Mikrobus „M“ und einen Krankenwagen „S“. Später gab es weitere Varianten.

## Der TV in der DDR
Der Import des TV erfolgte vor dem Hintergrund, dass die landeseigene Produktion des Barkas B 1000 nicht ansatzweise jene Stückzahlen erreichte, die für eine Deckung des Bedarfs erforderlich gewesen wären. Der TV wurde in der DDR einerseits als dringend benötigtes Nutzfahrzeug geschätzt, im Volksmund war wegen des hohen Kraftstoffverbrauchs und der rauen Technik aber auch von „Balkanziege“/„Balkanzicke“ oder „Balkanrache“ die Rede. Bis 1982 wurden insgesamt 27 300 Fahrzeuge importiert, davon 4600 mit Dieselmotor. Parallel wurden ab 1976 außerdem die polnischen Żuk-Kleintransporter importiert. 1982 endete der Import des TV, stattdessen kamen über Genex zunehmend VW T3 ins Land. Der Produktionsausstoß des Barkas B 1000 hingegen blieb bis zum Ende der DDR auf unverändert niedrigem Niveau von wenigen tausend Fahrzeugen pro Jahr.

## Technische Daten TV 41/12/14
|                            | TV 41                                                                           | TV 12                                                                           | TV 14                                                                           |
| -------------------------- | ------------------------------------------------------------------------------- | ------------------------------------------------------------------------------- | ------------------------------------------------------------------------------- |
| Bauzeit:                   | 1964–1973                                                                       | 1973– ?                                                                         | ? – 1982                                                                        |
| Motor:                     | Reihenvierzylinder-Ottomotor M 207 B                                            | Reihenvierzylinder-Ottomotor L-25                                               | Reihenvierzylinder-Dieselmotor D-127                                            |
| Hubraum:                   | 2515 cm³                                                                        | 2495 cm³                                                                        | 3120 cm³                                                                        |
| Bohrung × Hub:             | 97 mm × 85 mm                                                                   | 97 mm × 84 mm                                                                   | 95 mm × 110 mm                                                                  |
| Leistung bei 1/min:        | 57 kW (77 PS) bei 4000/min                                                      | 59 kW (80 PS) bei 4200/min                                                      | 52 kW (71 PS) bei 3200/min                                                      |
| Max. Drehmoment bei 1/min: | 157 Nm bei 2900/min                                                             | 165 Nm bei 2500/min                                                             | 186 Nm bei 1800/min                                                             |
| Verdichtung:               | 6,7                                                                             |                                                                                 |                                                                                 |
| Kühlung:                   | Wasserkühlung                                                                   | Wasserkühlung                                                                   | Wasserkühlung                                                                   |
| Lichtmaschine:             | 12 V                                                                            | 12 V                                                                            | 12 V                                                                            |
| Getriebe:                  | 4+1 (teilsynchronisiert)                                                        | 4+1 (vollsynchronisiert)                                                        | 4+1 (vollsynchronisiert)                                                        |
| Antrieb:                   | Hinterradantrieb                                                                | Hinterradantrieb                                                                | Hinterradantrieb                                                                |
| Fahrwerk:                  | Starrachsen, Längsblattfedern, Teleskop-Stoßdämpfer, Trommelbremsen vorn/hinten | Starrachsen, Längsblattfedern, Teleskop-Stoßdämpfer, Trommelbremsen vorn/hinten | Starrachsen, Längsblattfedern, Teleskop-Stoßdämpfer, Trommelbremsen vorn/hinten |
| Lenkung:                   | Gemmer-Lenkung                                                                  |                                                                                 |                                                                                 |
| Radstand:                  | 2450 mm                                                                         | 2450 mm                                                                         | 2450 mm                                                                         |
| Maße L × B × H: (F/C)      | 4680 × 1950 × 2100 mm                                                           | 4700/4900 × 1930/2140 × 2100/2100 mm                                            | 4700/4880 × 2000/2140 × 2100/2150 mm                                            |
| Leergewicht: (F/C)         | 1850/? kg                                                                       | 1870/1775 kg                                                                    | 2000/1900 kg                                                                    |
| Nutzlast: (F/C)            | 1250/1250 kg                                                                    | 1250/1250 kg                                                                    | 1350/1450 kg                                                                    |
| Höchstgeschwindigkeit:     | 100 km/h                                                                        | 110 km/h                                                                        | 100 km/h                                                                        |
| Tankinhalt:                | 80 l                                                                            | 90 l                                                                            | 90 l                                                                            |

## Abgrenzung zu weiteren TV-Modellen
Als TV wurden auch Omnibusse und Obusse bezeichnet, die von Autobuzul hergestellt wurden. Um 1970 waren dies der TV 71 (28 Sitzplätze) und TV 20-R (bis zu 41 Sitzplätze). Diese Fahrzeuge besaßen einen V8-Ottomotor, der konstruktiv auf dem „verdoppelten“ R4-Motor des TV-41 basierte und entsprechend 5030 cm³ Hubraum hatte. Diese Busse wurden zeitgenössischer Literatur zufolge in Länder exportiert, in denen Vergaserkraftstoff verhältnismäßig billig ist, unter anderem nach Kuba.